# 早川翼
早川 翼（はやかわ つばさ、1990年7月2日 - ）は福井県出身の元陸上競技選手。専門は長距離種目。
おおい町立名田庄小学校、おおい町立名田庄中学校、福井県立美方高等学校、東海大学卒。トヨタ自動車陸上長距離部陸上競技部に所属していた。

## 人物・経歴
- 高校時代は北信越大会で長野県の駅伝の名門・佐久長聖高校の村澤明伸や大迫傑、福井県内の強豪・鯖江高校の窪田忍といった、のちに大学陸上界を牽引することになる有力選手たちとしのぎを削った。しかし全国区の大会では、個人でのインターハイ出場はあったものの予選落ち、全国高校駅伝への出場はなかった。
- 同学年のトップ選手である村澤明伸が東海大学に進学するということを知り、自身も村澤を追って東海大学へ進学。入学から約一ヶ月後、周囲の注目が村澤に集まる中で迎えた関東インカレでは、村澤とともに1部5000mに出場。ラスト一周で村澤を交わし5位でゴールし周囲を驚かせた（村澤は早川に次ぐ6位）。その後も4年間、早川と村澤は切磋琢磨しながらチームを引っ張った。
- 箱根駅伝では絶対的エースである村澤が毎年エース区間である2区を担っていたため、早川は他の重要区間を担当していた（1年‐3区、2・3年‐5区）。4年時には最後の箱根駅伝となる第89回箱根駅伝を目指して予選会に挑んだが、村澤を故障で欠いた東海大学はまさかの予選落ちを喫してしまった。そして予選会を東海大の選手のトップである全体の10位で走った早川は関東学連選抜のメンバーに選ばれ、1人本戦に出場。担当区間は東海大学で村澤が3年間走ったエース区間2区であった（区間10位）[2]。給水係は村澤が務め、わずか80mほどだが2人が併走する様子がテレビでも放送された。
- 大学卒業後はトヨタ自動車に入社。大学時代以上の力を付け社会人2年目の全日本実業団陸上（2014年）では10000mに出場し日本人1位、全日本実業団駅伝（2015年）では最終区間7区を担当し、1位でタスキを受け取ると、2位以下をさらに離す区間賞の走りでトヨタ自動車4年ぶり2度目の優勝テープを切った[3]。
- 2015年の第99回日本選手権10000mに出場。28分39秒03という記録で走り、大学卒業後日清食品グループに入社した村澤と連なるように4位でゴールした[4]。
- 2016年の全日本実業団駅伝では1区を担当。区間順位こそ14位だったが先頭との差を10秒以内に抑える力走でチームの2連覇に貢献した。
- 2021年のびわ湖毎日マラソンを引退レースとし、同年3月31日付けで現役を引退した[5]。

## 駅伝戦績
大学駅伝戦績
| 学年               | 出雲駅伝                    | 全日本大学駅伝              | 箱根駅伝                          |
| ------------------ | --------------------------- | --------------------------- | --------------------------------- |
| 1年生 （2009年度） | 第21回 東海大学 不参加      | 第41回 1区-区間4位 43分56秒 | 第86回 3区-区間6位 1時間04分04秒  |
| 2年生 （2010年度） | 第22回 東海大学 不参加      | 第42回 1区-区間2位 42分54秒 | 第87回 5区-区間5位 1時間20分27秒  |
| 3年生 （2011年度） | 第23回 1区-区間5位 23分10秒 | 第43回 1区-区間2位 43分40秒 | 第88回 5区-区間14位 1時間23分22秒 |
| 4年生 （2012年度） | 第24回 東海大学 不参加      | 第44回 8区-区間5位 59分22秒 | 第89回 2区-区間10位 1時間11分31秒 |

実業団駅伝戦績
| 年度                                                      | 大会                                   | 所属         | 区間     | 区間順位 | 記録     | 総合順位                  |
| --------------------------------------------------------- | -------------------------------------- | ------------ | -------- | -------- | -------- | ------------------------- |
| 2013年度 （入社1年目）                                    | 第53回中部・北陸実業団対抗駅伝競走大会 | トヨタ自動車 | 1区      | 区間2位* | 33分17秒 | トヨタ自動車A2位          |
| 2013年度 （入社1年目）                                    | 第58回全日本実業団対抗駅伝競走大会     | トヨタ自動車 | 出走なし | 出走なし | 出走なし | トヨタ自動車7位           |
| 2014年度 （入社2年目）                                    | 第54回中部・北陸実業団対抗駅伝競走大会 | トヨタ自動車 | 5区      | 区間賞   | 37分19秒 | トヨタ自動車A優勝         |
| 2014年度 （入社2年目）                                    | 第59回全日本実業団対抗駅伝競走大会     | トヨタ自動車 | 7区      | 区間賞   | 47分41秒 | トヨタ自動車優勝          |
| 2015年度 （入社3年目）                                    | 第55回中部・北陸実業団対抗駅伝競走大会 | トヨタ自動車 | 1区      | 区間賞*  | 36分39秒 | トヨタ自動車A優勝         |
| 2015年度 （入社3年目）                                    | 第60回全日本実業団対抗駅伝競走大会     | トヨタ自動車 | 1区      | 区間14位 | 35分33秒 | トヨタ自動車優勝          |
| 2016年度 （入社4年目）                                    | 第56回中部・北陸実業団対抗駅伝競走大会 | トヨタ自動車 | 5区      | 区間賞*  | 37分18秒 | トヨタ自動車A優勝*        |
| 2016年度 （入社4年目）                                    | 第61回全日本実業団対抗駅伝競走大会     | トヨタ自動車 | 5区      | 区間4位  | 47分43秒 | トヨタ自動車2位           |
| 2017年度 （入社5年目）                                    | 第57回中部・北陸実業団対抗駅伝競走大会 | トヨタ自動車 | 5区      | 区間賞   | 37分19秒 | トヨタ自動車A優勝*        |
| 2017年度 （入社5年目）                                    | 第62回全日本実業団対抗駅伝競走大会     | トヨタ自動車 | 7区      | 区間賞   | 47分12秒 | トヨタ自動車3位           |
| 2018年度 （入社6年目）                                    | 第58回中部・北陸実業団対抗駅伝競走大会 | トヨタ自動車 | 3区      | 区間賞   | 36分00秒 | トヨタ自動車優勝*         |
| 2018年度 （入社6年目）                                    | 第63回全日本実業団対抗駅伝競走大会     | トヨタ自動車 | 1区      | 9位      | 36分3秒  | トヨタ自動車3位           |
| 2019年度 （入社7年目）                                    | 第59回中部・北陸実業団対抗駅伝競走大会 | トヨタ自動車 | 6区      | 区間賞   | 25分4秒  | トヨタ自動車A優勝         |
| 2019年度 （入社7年目）                                    | 第64回全日本実業団対抗駅伝競走大会     | トヨタ自動車 | 7区      | 10位     | 46分30秒 | トヨタ自動車2位           |
| 2020年度 （入社8年目）                                    | 第60回中部・北陸実業団対抗駅伝競走大会 | トヨタ自動車 | 3区      | 4位      | 35分35秒 | トヨタ自動車Bオープン参加 |
| 2020年度 （入社8年目）                                    | 第65回全日本実業団対抗駅伝競走大会     | トヨタ自動車 | 出走なし | 出走なし | 出走なし | トヨタ自動車2位           |
| *は区間順位の場合は区間新記録、総合順位の場合は大会新記録 |                                        |              |          |          |          |                           |

## 自己ベスト
| 種目           | 記録          | 年             | 大会                                 | 備考       |
| -------------- | ------------- | -------------- | ------------------------------------ | ---------- |
| 3000m          | 8分03秒40     | 2017年7月9日   | ホクレン・ディスタンスチャレンジ北見 |            |
| 5000m          | 13分46秒10    | 2012年7月7日   | ホクレン・ディスタンスチャレンジ     |            |
| 10000m         | 28分06秒10    | 2015年11月28日 | 八王子ロングディスタンス             |            |
| ハーフマラソン | 1時間01分34秒 | 2019年2月10日  | 全日本実業団ハーフマラソン           |            |
| 30km           | 1時間32分40秒 | 2014年2月14日  | 熊日30キロロードレース               |            |
| マラソン       | 2時間10分49秒 | 2021年2月28日  | びわ湖毎日マラソン                   | 引退レース |